# Devyn Marble
Roy Devyn Marble (Southfield, Míchigan; 21 de septiembre de 1992) es un jugador profesional de baloncesto estadounidense que actualmente juega para el Hapoel Galil Gilboa de la Ligat Winner. También jugó baloncesto universitario para la Universidad de Iowa. Con 1,98 metros de estatura juega en las posiciones de escolta y alero. Es el hijo del también jugador de baloncesto Roy Marble.

## Trayectoria deportiva

### Instituto
Marble asistió al instituto "Southfield-Lathrup High School" en Southfield, Míchigan. En su tercera temporada como "junior", promedió 22 puntos, nueve rebotes, cuatro asistencias y dos robos por partido. En su último año como "senior", promedió 24,5 puntos, ocho rebotes, cuatro asistencias y 2,5 robos por partido.

#### Premios y honores
- Mejor Quinteto Estatal del Año (2009)
- Primer Quinteto de la Oakland Red (2009)
- All-Star de Míchigan (2010)
- Dream Team del Condado de Oakland (2010)
- Primer Quinteto de la OAA (2010)

### Universidad
El dos veces capitán del equipo de los Iowa Hawkeyes, Marble terminó su carrera universitaria como uno de los dos únicos jugadores de la Big Ten desde 1985-86 en acumular +1.675 puntos, +450 rebotes, +375 asistencias y +175 robos. También finalizó su carrera ocupando el quinto lugar en lista de los máximos anotadores de Iowa (1.694) y tiros libres anotados (432), sexto en asistencias (397) y tiros libres intentados (595), y séptimo en robos (176), mientras que sus 136 partidos jugados están igualados con Melsahn Basabe en el segundo lugar de todos los tiempos en Iowa. Durante su carrera universitario fue nombrado en el mejor quinteto de la Big Ten en 2014, tercer mejor quinteto de la Big Ten en 2013, mejor quinteto del torneo NIT en 2013, mejor quinteto del torneo Cancún Challenge en 2013, mejor quinteto del distrito de la NABC en 2014 y en el mejor quinteto del distrito 6 de la USWBA en 2014.

### Profesional
El 26 de junio de 2014, Marble fue seleccionado en el puesto número 56 de la segunda ronda del Draft de la NBA de 2014 por los Denver Nuggets, más tarde fue traspasado a los Orlando Magic en la noche del draft. En julio de 2014, fue uno de los anunciados para disputar la NBA Summer League 2014. El 24 de julio de 2014, firmó su primer contrato como profesional con los Magic. Marble hizo su debut en la NBA el 28 de octubre de 2014 contra los New Orleans Pelicans, registró 2 puntos y un rebote en tres minutos de acción.
El 10 de agosto de 2016 fichó por el Aris Salónica BC griego por una temporada.
El 25 de marzo de 2021, firma por el Maccabi Haifa B.C. de la Ligat Winner.
En la temporada 2021-22, se compromete con el MKS Dąbrowa Górnicza de la Polska Liga Koszykówki.
El 7 de marzo de 2022, firma por el Stelmet Zielona Gora de la Polska Liga Koszykówki.
El 19 de julio de 2022, firma por el Legia Varsovia de la PLK polaca.
El 15 de enero de 2023, firma por el Hapoel Galil Gilboa de la Ligat Winner.

## Estadísticas de su carrera en la NBA

### Temporada regular
| Año     | Equipo  | PJ | PT | MPP  | %TC  | %3P  | %TL  | RPP | APP | ROB | TPP | PPP |
| ------- | ------- | -- | -- | ---- | ---- | ---- | ---- | --- | --- | --- | --- | --- |
| 2014-15 | Orlando | 16 | 7  | 13.0 | .318 | .182 | .313 | 1.9 | 1.1 | .6  | .1  | 2.3 |
| 2015-16 | Orlando | 28 | 0  | 8.9  | .296 | .250 | .417 | 1.4 | .4  | .5  | .0  | 2.1 |
| Total   | Total   | 44 | 7  | 10.4 | .304 | .222 | .375 | 1.6 | .7  | .5  | .1  | 2.2 |

## Vida personal
El 9 de marzo de 2013, Roy Devyn y su padre, Roy Marble, se convirtieron en el primer dúo de padre e hijo en registrar 1.000 puntos cada uno en la historia de la Big Ten Conference.